# Немс
Немс (њем. Nehms) општина је у њемачкој савезној држави Шлезвиг-Холштајн. Једно је од 95 општинских средишта округа Зегеберг. Према процјени из 2010. у општини је живјело 579 становника. Посједује регионалну шифру (AGS) 1060060.

## Географски и демографски подаци
Немс се налази у савезној држави Шлезвиг-Холштајн у округу Зегеберг. Општина се налази на надморској висини од 70 метара. Површина општине износи 15,3 km². У самом мјесту је, према процјени из 2010. године, живјело 579 становника. Просјечна густина становништва износи 38 становника/km².